# اکستریم رولز (۲۰۱۳)
اکستریم رولز (۲۰۱۳) (به انگلیسی: Extreme Rules (2013)) یک رویداد غیر رایگان در کشتی حرفه‌ای است که توسط دبلیودبلیوئی برگزار گشت. این رویداد در سنت لوئیس، میزوری ورزشگاه اسکات سنتر در ۱۹ مه ۲۰۱۳ برگزار شد. این رویداد پنجمین دوره از مسابقات دبلیودبلیوئی اکستریم رولز است. این رویداد ۲۳۱٬۰۰۰ خریداری کرده که نسبت به رویداد سال گذشته با ۲۶۳٬۰۰۰ نفر کاهش داشته‌است.

## نتایج
| #                                                                                                 | نتایج                                                                                   | نوع مسابقه                                                       | مدت زمان |
| ------------------------------------------------------------------------------------------------- | --------------------------------------------------------------------------------------- | ---------------------------------------------------------------- | -------- |
| ۱پ                                                                                                | د میز پیروز مقابل کودی رودز                                                             | مسابقه تک نفره                                                   | ۰۵:۲۵    |
| ۲                                                                                                 | کریس جریکو پیروز مقابل فاندانگو                                                         | مسابقه تک نفره                                                   | ۰۸:۳۴    |
| ۳                                                                                                 | دین امبروز پیروز مقابل کوفی کینگستون (c)                                                | مسابقه تک نفره برای کمربند قهرمانی آمریکا                        | ۰۶:۴۸    |
| ۴                                                                                                 | شیمس پیروز مقابل مارک هنری                                                              | مسابقه استرپ                                                     | ۰۷:۵۷    |
| ۵                                                                                                 | آلبرتو دل ریو پیروز مقابل جک سوئگر                                                      | مسابقه من خارج می‌شوم برای قهرمانی سنگین‌وزن جهان (دبلیو دبلیو ای) | ۱۱:۳۰    |
| ۶                                                                                                 | شیلد (کشتی حرفه‌ای) (رومن رینز و سث رالینز) پیروز مقابل تیم هل نو (دنیل براین و کین) (c) | مسابقه تگ تیم برای کمربند قهرمانی تگ تیم                         | ۰۷:۲۴    |
| ۷                                                                                                 | رندی اورتن پیروز مقابل بیگ شو                                                           | مسابقه اکستریم رولز                                              | ۱۳:۲۳    |
| ۸                                                                                                 | جان سینا (c) مقابل رایبک                                                                | مسابقه آخرین مرد بازمانده برای کمربند دبلیودبلیوئی قهرمانی جهان  | ۲۱:۲۶    |
| ۹                                                                                                 | براک لزنر (همراه پل هیمن) پیروز مقابل تریپل اچ                                          | مسابقه قفس فولادی                                                | ۲۰:۰۹    |
| - (c) – نشان‌دهنده قهرمان(هایی) است که به میدان می‌روند - پ – نشان‌دهنده این است که مسابقه در پری–شو |                                                                                         |                                                                  |          |